# Турецкий удар
Туре́цкий уда́р — сложный удар нескольких шашек в русских, международных, бразильских шашках, при котором ограничителем движения дамки выступают уже побитые, но ещё не снятые с доски шашки соперника.

## Понятие «Турецкого удара»
Механизм такого удара является следствием правил, зафиксированных в разделе «1.5 Взятие» официального «Шашечного кодекса России» (утвержден Федерацией шашек России в 2003 г.). В «Кодексе…» сформулировано, во-первых, что снятие с доски сбитых шашек противоположной стороны выполняется после завершения (ударного) хода (но не во время хода), и во-вторых, что бьющая шашка (дамка) может пересекать за один ход пустое поле неоднократно, но запрещено бьющей шашкой перескакивать больше одного раза через шашку соперника, находящуюся под боем. Эти правила должны неукоснительно соблюдаться при проведении соревнований по шашкам любого уровня. Поверхностный учёт игроком этих обстоятельств иногда приводит к кардинальному изменению соотношения игровых сил на доске.
Примеры из раздела 1.6.3 «Шашечного кодекса России»:

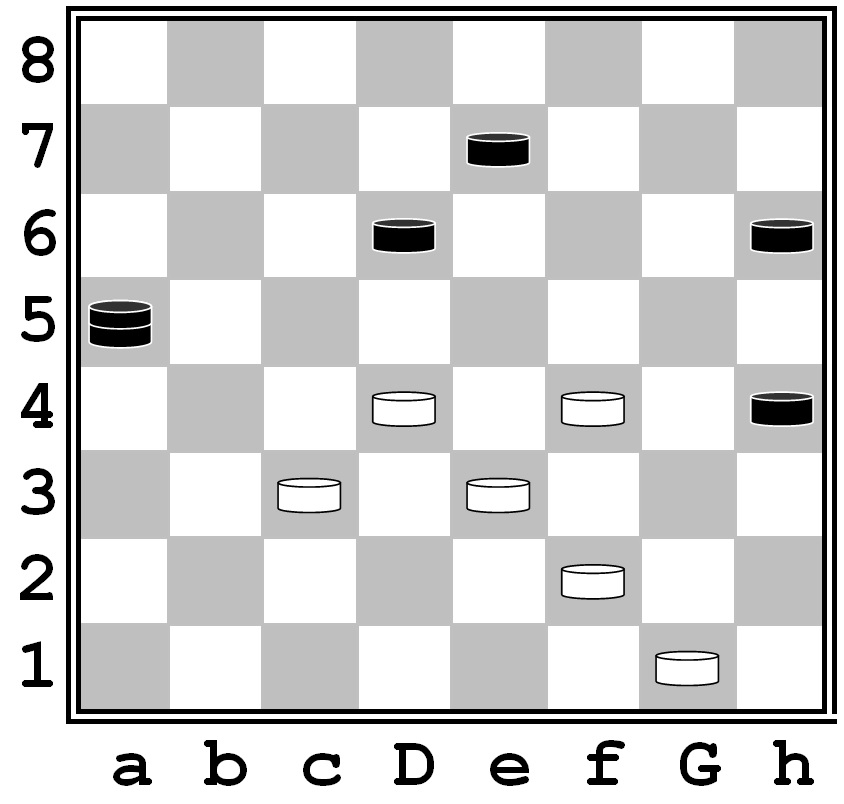
При очереди хода черных взятие дамкой должно быть таким: a5:e1:g3:e5 (шашку белых d4 дамка побить не может, т.к. шашка c3, так же, как и шашки f2 и f4, снимаются с доски лишь по окончании хода), после чего белые играют d4:d8
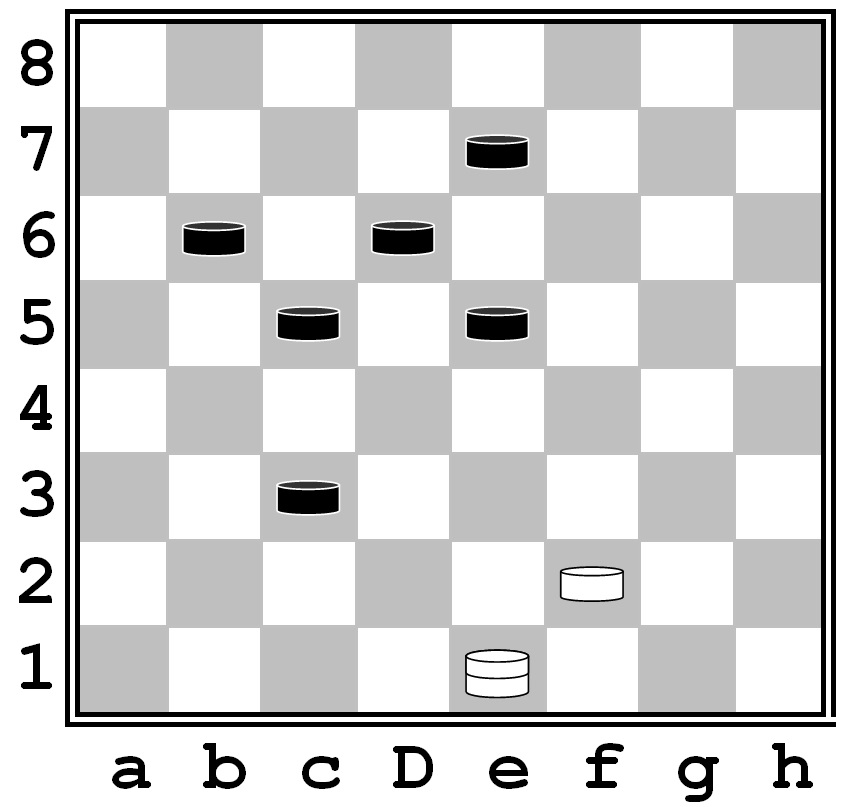
Белые при своей очереди хода должны взять дамкой так: е1:а5:d8:f6:d4. На поле d4 дамка должна остановиться, т.к. через шашку c3 второй раз перескакивать нельзя, нельзя также перескакивать и через шашку с5
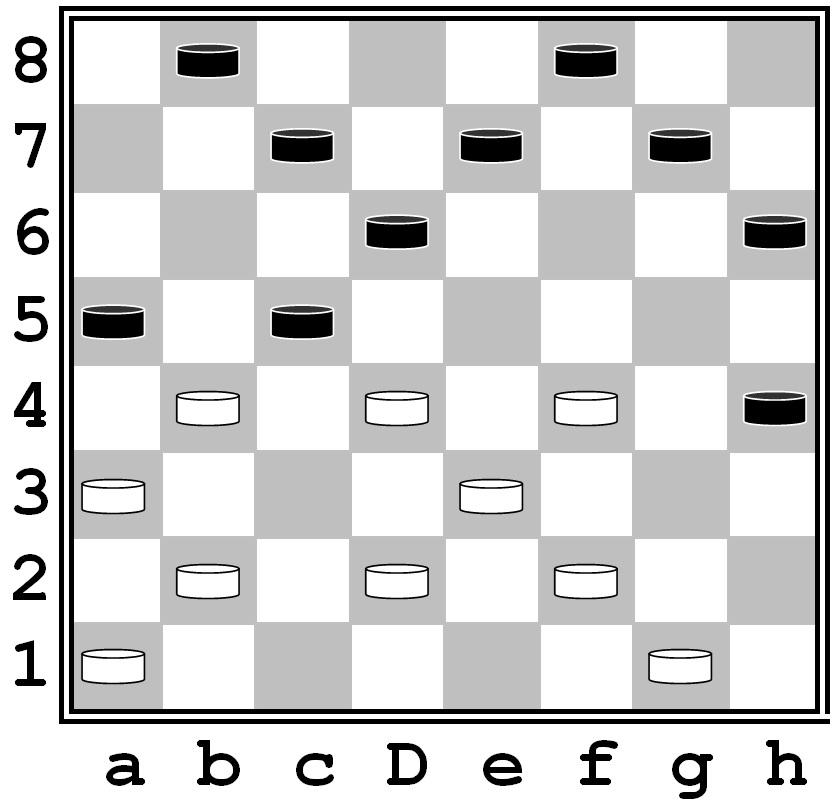
Последний ход белых был c3-d4, в ответ черные должны взять шашкой а5, например - a5:c3:el:g3:e5:c3. На поле с3 черная простая, превратившаяся в дамку, должна остановиться, так как через шашку b4 или d2 второй раз перескакивать нельзя. Если же черные побьют другим путем, т. e. a5:c3:e5:g3:e1:с3, то опять черная шашка должна остановиться на поле с3. В ответ белые играют b2:d4:b6:d8:f6:h8
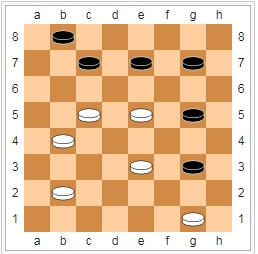
Свизинский, 1976[источник не указан 2087 дней] 1.сd6!! (e7:f4) Турецкий удар! 2. gh2 (f:d6), 3. h:a3+
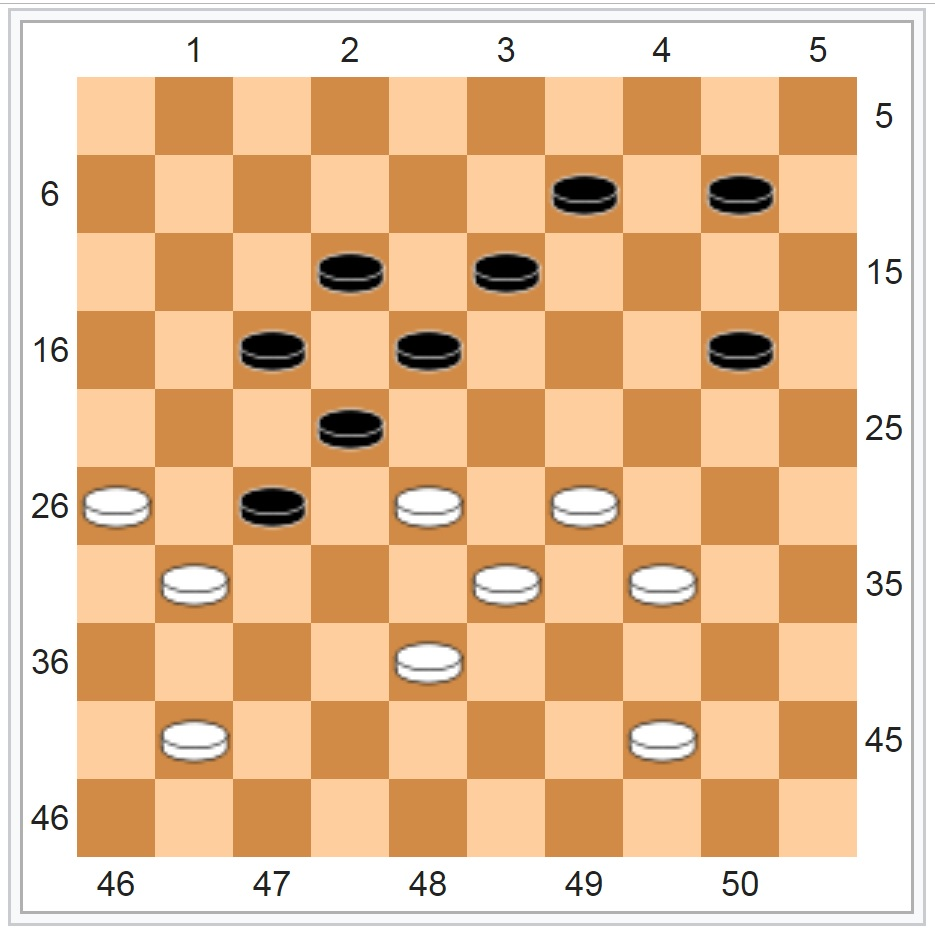
# 26-21 17x46. # 28x19 46x14. # 29-23 14x29 (это и есть Турецкий удар, бить в конце поле 33 нельзя, на 38 стоит белая шашка. Если бы её можно было убрать прямо во время хода, то поле 33 пересечь было бы можно). # 33x31+

«Турецкий» удар может произойти только в таких видах шашек, где дамки являются «дальнобойными». то есть способными и ходить, и бить через всё игровое поле. В английских шашках (чекерс) дамки могут ходить и бить только на одно поле и игровой механизм «Турецкий удар» просто невозможен.
Название ударного хода пришло из Франции: Coup de Turc, в турецких шашках такого правила нет.

## «Турецкий удар» в столбовых шашках
Необходимость соблюдения правил взятия, рекомендуемых «Шашечным кодексом России», является дискутируемым вопросом среди специалистов и исследователей столбовых шашек. Устоявшейся точкой зрения является следующая: в существующих двух разновидностях столбовых шашек — столбы и башни — в первой из них игра ведется с соблюдением положений «Шашечного кодекса России», то есть «турецкий удар», как таковой, предусматривающей ограничение движение дамки, а во втором виде столбовых шашек («башнях») допускается снятие нескольких шашек с башни, но только при «последовательном» движении бьющей башни.

Иллюстрация взятия нескольких шашек в башнях. Белая шашка, выполнив удар a3:c5:e7:g5:e3:c5, продолжает его по "второму кругу": c5:e7:g5:e3:c5:a3, забирая в плен все шашки черных.
Иллюстрация взятия нескольких шашек про игре в "столбы". Белая шашка, выполнив удар a3:c5:e7:g5:e3:c5, вынуждена остановиться, не имея права вторично бить фигуры черных. После чего право хода переходит черным и они выполняют взятие: d4:b6.